# Gastone Bartolucci
Gastone Bartolucci (Roma, 27 maggio 1923 – Sassari, 25 agosto 1990) è stato un attore italiano.

## Biografia
Esordì giovanissimo nell'arte e nel cinema come aiuto regista di Mario Bonnard nei film Avanti c'è posto... (1942) e Campo de' fiori (1943).
Cominciò a recitare uscendo dalla Libera Accademia di Teatro diretta da Pietro Sharoff e nel 1948 fu attore con Anton Giulio Bragaglia al Piccolo Teatro di Venezia; in seguito entrò a far parte di diverse compagnie teatrali tra quelle dell'immediato secondo dopoguerra, come quelle di Memo Benassi, Paola Borboni, Filippo Scelzo, Laura Carli ed Enrico Maria Salerno.
Con l'affermarsi delle neonate Compagnie dei Teatri Stabili, che negli anni cinquanta si fecero strada nel panorama della prosa italiana con nuove forme di espressione (esistenzialismo), entrò a far parte di varie Compagnie Stabili italiane (Teatri Stabili di Palermo, Genova, Torino, Padova, Bolzano) ed infine venne apprezzato dal regista Giorgio Strehler al Piccolo di Milano, dove recitò per quasi un decennio.
Durante la sua carriera teatrale, ha lavorato con Gian Maria Volonté, Enrico Maria Salerno, Paolo Ferrari, Ugo Pagliai, Arnoldo Foà, Mario Scaccia, Rossella Falk, Valentina Cortese e Lauretta Masiero. Con il diffondersi negli anni '50, '60 e '70 degli sceneggiati televisivi, frequenti sono le sue partecipazioni alle produzioni Rai sotto la guida di registi come Daniele D'Anza e di Anton Giulio Majano.
Frequenti anche le sue partecipazioni in attività di prosa radiofonica e nel campo del doppiaggio sonoro.
Diversi sono stati i riconoscimenti da parte della critica teatrale.

## Filmografia

### Cinema
- Avanti c'è posto..., come aiuto regista; regia di Mario Bonnard, con Aldo Fabrizi (1942)
- Campo de' fiori, come aiuto regista; regia di Mario Bonnard, con Aldo Fabrizi (1943)
- Il ratto delle Sabine, regia di Richard Pottier, con Roger Moore e Scilla Gabel (1961)

### Televisione
- Enrico IV di Luigi Pirandello (1956)
- Giocando a golf una mattina di F.Durbridge, regia di Daniele D'Anza, con Luigi Vannucchi ed Aroldo Tieri, nella parte di Bromford (1969)
- L'ereditiera regia di Edmo Fenoglio
- L'altro figlio di Luigi Pirandello
- Caravaggio, regia di Silverio Blasi, con Gian Maria Volonté, Glauco Onorato, Renzo Palmer (1969)
- Nero Wolfe, sesto episodio della serie, nel ruolo di Lord Clivers (1969)
- La vita di Leonardo Da Vinci regia di Renato Castellani (1971)
- ESP regia di Daniele D'Anza, sceneggiato televisivo in quattro puntate (1973)
- Anna Karenina, regia di Sandro Bolchi, con Lea Massari e Sergio Fantoni, primo episodio (1974)
- Ho incontrato un'ombra, primo episodio (1974)
- La traccia verde, con Sergio Fantoni e Paola Pitagora, sceneggiato TV in tre episodi (1975)
- Extra, sceneggiato TV in due episodi, regia di Daniele D'Anza (1976)
- Il furto della Gioconda, regia di Renato Castellani (1978)
- Madame Bovary di Gustave Flaubert, regia di Daniele D'Anza (1978)
- Giovanni, da una madre all'altra regia di Gianni Bongioanni, miniserie TV (1983)

## Teatro
- Miles gloriosos di Tito Maccio Plauto (Compagnia del Teatro Stabile di Torino)
- Il gioco dei potenti di Shakespeare, regia di Giorgio Strehler
- Vita di Galileo di Bertold Brecht, regia di Giorgio Strehler
- Sul caso J.Robert Oppenheimer di Heinar Kipphardt, regia di Giorgio Strehler
- Il re dagli occhi di conchiglia di Luigi Sarzano, regia di Ruggero Jacobbi, Piccolo Teatro di Milano, stagione 1961-62
- L'istruttoria di Peter Weiss, regia di Virginio Puecher, Piccolo teatro di Milano, stagione 1966-67
- Il fattaccio del Giugno di Giancarlo Sbragia e regia dello stesso Sbragia, Compagnia del Piccolo Teatro di Milano, stagione 1967-68
- Il barone di Birbanza di Carlo Maria Maggi, regia di Fulvio Tolusso, Piccolo Teatro di Milano, stagione 1967-68
- L'ultima analisi di Saul Bellow, regia di Scaparro (Compagnia del Teatro Stabile di Bolzano)
- Il gabbiano di Anton Čechov, regia di P.A.Barbieri (Coop.Teatro Stabile di Padova)
- Il diario di Anna Frank di F.Goodrich e A.Hackett, regia di Giulio Bosetti (Coop. Teatro Mobile)
- Zio Vanja di Anton Čechov, regia di V.Puecher (Compagnia degli Associati)
- La folle Amanda di Barrillet e Grady, regia di Arnoldo Foà
- Maria Stuarda di Friedrich Schiller, regia di Franco Zeffirelli (Compagnia del Teatro Manzoni Milano)